# Rezerwat przyrody Orle nad Jeziorem Dużym
Rezerwat przyrody Orle nad Jeziorem Dużym (kaszb. Òrlé nad Wiôldżim Jezorã) – leśny rezerwat przyrody w województwie pomorskim, w gminie Liniewo, nad Jeziorem Dużym. Został utworzony w 1963 roku. Powierzchnia rezerwatu wynosi 1,67 ha (akt powołujący podawał 1,56 ha). Ochronie rezerwatu podlega las grądowy z ponad dwustuletnimi dębami. Oprócz dębu rośnie tam jawor, buk, modrzew, świerk, brzoza, grab, robinia akacjowa i jesion. W XIX wieku na tym terenie istniał cmentarz.
Najbliższe miejscowości to Orle i Garczyn.